# Wezwania do Modlitwy Pańskiej
Wezwanie do Modlitwy Pańskiej – część mszy świętej. Rozpoczynając obrzędy komunijne mszy św. celebrans wzywa wiernych do odmówienia modlitwy Ojcze nasz.

## Wezwania

### Nadzwyczajna forma rytu rzymskiego
Mszał rzymski papieża Piusa V i późniejszych papieży do Jana XXIII włącznie (nadzwyczajna forma rytu rzymskiego) przewiduje jedno wezwanie:
- Oremus. Praeceptis salutaribus moniti, et divina institutione formati, audemus dicere (Módlmy się. Wezwani zbawiennym nakazem i oświeceni pouczeniem Bożym ośmielamy się mówić)

Po wezwaniu celebrans sam odmawia Ojcze Nasz. Ministrant i lud odmawia jedynie zakończenie modlitwy – sed libera nos a malo (ale nas zbaw ode złego).

### Zwyczajna forma rytu rzymskiego
Mszał rzymski papieża Pawła VI (zwyczajna forma rytu rzymskiego) przewiduje osiem wezwań do Modlitwy Pańskiej: 
- Pouczeni przez Zbawiciela i posłuszni Jego słowom, ośmielamy się mówić (wezwanie podstawowe)
- Bóg nas tak umiłował, że zesłał nam swojego Syna, jako Zbawiciela dlatego ośmielamy się mówić (w czasie adwentu)
- Syn Boży stał się człowiekiem abyśmy mogli stać się dziećmi Bożymi, dlatego pełni wdzięczności ośmielamy się mówić (w czasie Bożego Narodzenia)
- Prośmy ojca Niebieskiego, aby odpuścił nam grzechy i zachował nas od złego (w wielkim poście)
- Nazywamy się dziećmi Bożymi i nimi jesteśmy, dlatego ośmielamy się mówić (w czasie wielkanocnym)
- jeden z poniższych:
  - Módlmy się do Ojca niebieskiego, jak nas nauczył Jezus Chrystus, albo:
  - Otrzymaliśmy Ducha Świętego, który nas uczynił dziećmi Bożymi, dlatego ośmielamy się mówić, albo:
  - Wezwani zbawiennym nakazem i oświeceni pouczeniem Bożym ośmielamy się mówić (w czasie zwykłym)
- Nowo ochrzczone dzieci będą Pana Boga nazywać Ojcem. W ich imieniu módlmy się tak, jak nas nauczył Pan Jezus (przy chrzcie)

Po wezwaniu wszyscy odmawiają Ojcze Nasz.